# Royal Fleet Auxiliary
Royal Fleet Auxiliary (RFA) er en civil myndighed under det britiske forsvarsministerium, og er en del af Naval Service. I praksis kan RFA beskrives som et paramilitært rederi med 18 skibe. RFA består af handelsskibe, som kan forsyne orlogsfartøjer med brændstof, ammunition, reservedele, ferskvand og proviant til søs (RaS - Replenishment at Sea). RFA har også landgangsfartøjer.  
RFA's forsyningsskibe er orlogsgrå, har NATO-pennantnumre, kan kommunikere på de militære radiofrekvenser, har forberedte pladser til antiluftskyts, og har ofte helikopterdæk. Besætningerne er civile statstjenestemænd og bærer uniform og gradsbetegnelser af handelsflådens slags. Når RFA's skibe deltager i krigsoperationer er dets besætninger underlagt krigens love.

## Distinktioner
- Commodore
- Commodore (Engineer)
- Captain
- Chief Officer
- First Officer
- Second Officer (Communications)
- Third Officer (Communications)

- Chief Petty Officer (Communications)
- Petty Officer (Deck)
- Petty Officer (Communications)
- Leading Hand (Communications)
- Seaman Grade 1
- Seaman Grade 2
- Apprentice